# NGC 4703
NGC 4703 је спирална галаксија у сазвежђу Девица која се налази на NGC листи објеката дубоког неба.
Деклинација објекта је - 9° 6' 30" а ректасцензија 12h 49m 18,9s. Привидна величина (магнитуда) објекта NGC 4703 износи 13,7 а фотографска магнитуда 14,5. NGC 4703 је још познат и под ознакама MCG -1-33-15, FGC 1504, PGC 43342.